# Syllis prolifera
Syllis prolifera är en ringmaskart som beskrevs av August David Krohn 1852. Syllis prolifera ingår i släktet Syllis och familjen Syllidae. Arten har ej påträffats i Sverige. Inga underarter finns listade i Catalogue of Life.